# فهرست میراث جهانی در کره جنوبی

سایت‌های میراث جهانی سازمان آموزشی، علمی و فرهنگی ملل متحد (یونسکو) مکان‌هایی هستند که دارای اهمیت فرهنگی یا طبیعی هستند، همان‌طور که در پیمان‌نامه میراث جهانی یونسکو، که در سال ۱۹۷۲ تأسیس شده، شرح داده شده است. میراث فرهنگی شامل آثار تاریخی (مانند بناهای معماری، مجسمه‌های بزرگ یا کتیبه‌ها)، مجموعه‌ای از ساختمان‌ها و مکان‌ها (از جمله سایت‌های باستان‌شناسی) است. ویژگی‌های طبیعی (شامل ساختارهای فیزیکی و زیستی)، پدیده‌های زمین‌شناسی و فیزیکی (از جمله زیستگاه‌های گونه‌های در خطر انقراض گیاهی و جانوری) و مکان‌های طبیعی که از نظر علمی، حفاظت یا زیبایی طبیعی اهمیت دارند، به عنوان میراث طبیعی شناخته می‌شوند. جمهوری کره (کره جنوبی) این پیمان‌نامه را در تاریخ ۱۴ سپتامبر ۱۹۸۸ پذیرفت و مکان‌های تاریخی کره جنوبی را برای ورود به این فهرست واجد شرایط دانست. ۱۶ میراث جهانی در کره جنوبی و ۱۴ مکان دیگر در فهرست آزمایشی وجود دارد.
سه سایت نخست کره جنوبی، معبد هه‌این‌سا، معبد جونگ‌میو و غار سوک‌گورام و معبد بول‌گوک‌سا، در نوزدهمین نشست کمیته میراث جهانی، که در سال ۱۹۹۵ در برلین، آلمان برگزار شد، در فهرست ثبت شدند. جدیدترین سایت ثبت شده گورپشته‌های گایا در سال ۲۰۲۳ است. گِت‌بول و جزیره آتشفشانی و دالان‌های گدازه ججو سایت‌های طبیعی هستند و ۱۴ سایت دیگر فرهنگی هستند.

## میراث جهانی
یونسکو سایت‌ها را با ده معیار فهرست می‌کند. هر ورودی باید حداقل یکی از معیارها را داشته باشد. معیارهای i تا vi فرهنگی و vii تا x طبیعی هستند.
| سایت                                                                             | نگاره                                                            | موقعیت (استان)                               | سال ثبت | UNESCO data                   | شرح |
| -------------------------------------------------------------------------------- | ---------------------------------------------------------------- | -------------------------------------------- | ------- | ----------------------------- | --- |
| غار سوک‌گورام و معبد بول‌گوک‌سا                                                     | A large stone Buddha statue in a cave                            | گیونگ‌سانگ شمالی                              | ۱۹۹۵    | 736; i, iv (فرهنگی)           | مجموعه ساختمان‌های بودیسم در قرن هشتم میلادی و در دوران پادشاهی شیلا تأسیس شد.                                                                                    |
| معبد هه‌این‌سا جانگ‌گیونگ پان‌جون، محل نگهداری بلوک‌های چاپ‌نقش چوبی تریپیتاکا کوریانا | Series of woodblocks deposited in a temple                       | گیونگ‌سانگ جنوبی                              | ۱۹۹۵    | 737; iv, vi (فرهنگی)          | تریپیتاکا کوریانا مجموعه‌ای از بیش از ۸۰۰۰۰ بلوک چاپ‌نقش چوبی است که در قرن سیزدهم حکاکی شده‌اند.                                                                   |
| معبد جونگ‌میو                                                                     | A Korean temple built on a stone platform                        | سئول                                         | ۱۹۹۵    | 738; iv (فرهنگی)              | معبد جونگ‌میو یک معبد سلطنتی کنفسیوسی است که لوح‌های یادبود پادشاهان و ملکه‌های سلسلهٔ چوسان را در خود نگه می‌دارد.                                                   |
| مجموعه قصر چانگ‌دوک                                                               | A large Korean palace hall                                       | سئول                                         | ۱۹۹۷    | 816; ii, iii, iv (فرهنگی)     | این قصر در قرن پانزدهم و در دوران سلسله چوسان ساخته شد. |
| دژ هواسونگ                                                                       | Fortress gate and watchtower                                     | گیونگ‌گی                                      | ۱۹۹۷    | 817; ii, iii (فرهنگی)         | قلعه سنگی و آجری در اواخر قرن هجدهم در سو وون و تحت فرمان پادشاه جونگ‌جو ساخته شد.                                                                                |
| میزسنگ‌های گوچانگ، هواسون و گانگ‌هوا                                               | A dolmen in the field                                            | اینچئون، جولا شمالی، جولا جنوبی              | ۲۰۰۰    | 977; iii (فرهنگی)             | این سایت شامل سه مجموعه میزسنگ است که یادبودهای خرسنگی تدفینی مربوط به دوران نوسنگی و عصر برنز هستند.                                                            |
| مناطق تاریخی گیونگ‌جو                                                             | A stone tower serving as an astronomical observatory             | گیونگ‌سانگ شمالی                              | ۲۰۰۰    | 976; ii, iii (فرهنگی)         | پادشاهی شیلا از سال ۵۷ پیش از میلاد تا ۹۳۵ میلادی بر کره حکومت کرد. این سایت شامل مناطقی است که بقایای معابد بودایی، قصرها و ساختمان‌های مرتبط در آن‌ها وجود دارد. |
| جزیره آتشفشانی و دالان‌های گدازه ججو                                              | Mountain flowers and a mountain in the background                | جه‌جو                                         | ۲۰۰۷    | 1264bis; vii, viii (طبیعی)    | جزیره ججو یک جزیره آتشفشانی در جنوبی‌ترین نقطه شبه‌جزیره کره است.                                                                                                  |
| مقبره‌های سلطنتی دودمان چوسان                                                     | Stone statues and other monuments around a royal tomb            | گیونگ‌گی، سئول، گانگ‌وون                       | ۲۰۰۹    | 1319bis; iii, iv, vi (فرهنگی) | مقبره‌های پادشاهان سلسله چوسان بین سال‌های ۱۴۰۸ تا ۱۹۶۶ میلادی ساخته شده‌اند.                                                                                       |
| روستاهای تاریخی کره: هاهوی و یانگ‌دونگ                                            | Traditional houses with thatched roofs in a middle of the fields | گیونگ‌سانگ شمالی                              | ۲۰۱۰    | 1324; iii, iv (فرهنگی)        | روستاهای هاهوی و یانگ‌دونگ، دو روستای نمایندهٔ خاندان‌های کره هستند.                                                                                                |
| نام‌هان‌سان‌سونگ                                                                    | Korean-style fortress gate in the stone walls                    | گیونگ‌گی                                      | ۲۰۱۴    | 1439; ii, iv (فرهنگی)         | نام‌هان‌سان‌سونگ در اوایل قرن ۱۷ میلادی بر روی استحکامات قبلی ساخته شد تا به عنوان پایتخت اضطراری چوسان عمل کند.                                                    |
| مناطق تاریخی بکجه                                                                | Fortress walls and a gate on the top of a hill                   | چونگ‌چونگ جنوبی و جولا شمالی                  | ۲۰۱۵    | 1477; ii, iii (فرهنگی)        | این سایت شامل آثار مربوط به اواخر پادشاهی بکجه است که به دوره ۴۷۵ تا ۶۶۰ میلادی تعلق دارند.                                                                      |
| سانسا، صومعه‌های کوهستانی بودایی در کره                                           | Buddhist temple with a large golden statue in a mountain setting | چندین سایت                                   | ۲۰۱۸    | 1562; iii (فرهنگی)            | این سایت شامل هفت صومعه بودایی به نام سانسا در کوه‌های بخش جنوبی شبه‌جزیره کره است.                                                                                |
| سو وون، آکادمی‌های نئوکنفوسیونیسم کره                                             | Traditional Korean buildings surrounded by trees                 | چندین سایت                                   | ۲۰۱۹    | 1498; iii (فرهنگی)            | این سایت شامل نه آکادمی نئوکنفوسیونیسم در نواحی مرکزی و جنوبی کره است.                                                                                           |
| گت‌بول، پهنه‌های گلی کره                                                           | Sunset over tidal flats with some islands in the background      | جولا شمالی، چونگ‌چونگ جنوبی، جولا جنوبی       | ۲۰۲۱    | 1591; x (طبیعی)               | به پهنه‌های گلی یا پهنه‌های کِشَندی گفته می‌شود که سیستم‌های رسوبی ساحلی هستند.                                                                                        |
| گورپشته‌های گایا                                                                  | Gaya Tumuli in Changnyeong                                       | گیونگ‌سانگ جنوبی، گیونگ‌سانگ شمالی، جولا شمالی | ۲۰۲۳    | 1666; iii (فرهنگی)            | این سایت شامل هفت مجموعه گورپشته از کنفدراسیون گایا است که از قرن اول تا اواخر قرن ششم میلادی به وجود آمده‌اند.                                                   |